# Renan Diniz
Renan Souza Diniz (sinh 27 tháng 2 năm 1993) là một cầu thủ bóng đá Brazil thi đấu cho Adanaspor.